# 非現実の王国で
『非現実の王国で』（ひげんじつのおうこくで、In The Realms of the Unreal）、正式には『非現実の王国として知られる地における、ヴィヴィアン・ガールズの物語、子供奴隷の反乱に起因するグランデコ・アンジェリニアン戦争の嵐の物語』（ひげんじつのおうこくとしてしられるちにおける ヴィヴィアン・ガールズのものがたり こどもどれいのはんらんにきいんするグランデコ・アンジェリニアンせんそうのあらしのものがたり、The Story of the Vivian Girls, in What is Known as the Realms of the Unreal, of the Glandeco-Angelinnian War Storm, Caused by the Child Slave Rebellion）は、ヘンリー・ダーガーによる物語である。アウトサイダー・アートの代表例とされる作品で、「世界一長い長編小説」とされることもある。

## 概要
ダーガーは19歳の時『非現実の王国で』を書き始めた。執筆は約60年間に渡り、彼が亡くなる半年前に老人ホームに収容されるまで、誰に知られることもなく続けられた。ダーガーが暮らしたアパートの家主であり、芸術家でもあるネイサン・ラーナーがダーガーの持ち物を整理するために部屋を訪れたときに、300枚の挿絵と1万5,000ページ以上のテキストからなるこの物語が発見された。訪問前にラーナーが「部屋のものはどうしようか」と尋ねたときも、ダーガーは物語の存在を明かさず「何でも好きにしてくれ」と語っていたという。なお部屋の中にはルイス・キャロル『不思議の国のアリス』やライマン・フランク・ボーム『オズの魔法使い』などの少女の冒険譚の他、キリスト教関連の書物も多数残されており、執筆の参考に用いられたと思われる。
ラーナーは作品を発表する際、挿絵の約100枚を画廊や個人愛好家に販売し、その残りをMoMAなどに寄贈した。ダーガーの部屋は保存され、現在は移設された場所で博物館としてテキスト原文と共に公開されている。
なお、その余りにも遠大なストーリーのためか、これまでこの作品は外国語版を含めてテキスト全文が刊行された事はない。ダーガーはテキストをタイピングされた15冊の冊子にまとめており、最初の7冊に自身の手で装丁、製本を施していた。残りの8冊は紐で縛ったままにされており、物語の結末はその未製本の冊子の中に描かれていた。
また、ダーガーは物語の完成後も、同じヴィヴィアン・ガールズを主人公とした続編『シカゴにおけるさらなる冒険』（シカゴにおけるさらなるぼうけん、Crazy House: Further Adventures in Chicago）を1939年から執筆した。こちらも8,500頁に及ぶ長編作品であり、原稿は手書きのまま残されている。

## 物語
『グランデリニア』とよばれる子供奴隷制を持つ軍事国家と『アビエニア』とよばれるカトリック国家との戦争を従軍記者であるダーガーの視点で描いた架空戦記で、戦闘美少女ものでもある。
アビエニアを率いる7人の少女戦士、ヴィヴィアン姉妹が主人公である。彼女達は何度も敵に捕まるが勇気と機転で抜け出し、少女達を守護する巨大な龍『ブレンギンズ』の助けを得ながら最後には勝利する。

## 挿絵
300枚を超える挿絵は全てダーガーの手によって描かれている。巻物のようになっているものも多く長いものは3m60cmにおよぶ。その多くはストーリーの一場面を描いた通常の挿絵であるが、中には該当する箇所がみつからない挿画独自のシーンも描かれている。美術教育を受けなかったダーガーは挿絵を付ける際にゴミ捨て場などから拾った雑誌･広告などからの切り抜きを多用した。主人公ら少女たちはしばしば裸で描かれ残虐な拷問や殺戮の対象となっている。また小さなペニスが描かれており（半陰陽）、これにはダーガーが女性の裸を見たことがなかったため、という説がある。ただしペニスのない少女も多く、「戦闘に向かう少女の男性的攻撃性を表現したため」、「あくまで空想としての理想を描いたため」など諸説あるが、真相は明らかではない。

## 影響を受けた事柄

### 現実の殺人事件

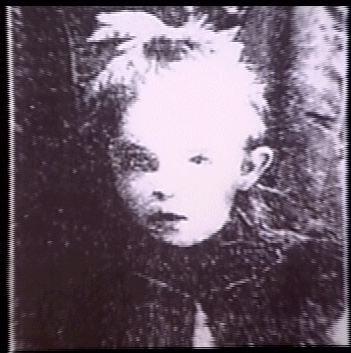
ヘンリー・ダーガーによって集められた子供たちの多くの新聞写真、シカゴで1911年に5歳で殺害されたエルシー・パローベクの写真。

ヘンリー・ダーガーがシカゴで働き始め、少し経った19歳の頃に、同じシカゴにおいてエルシー・パローベクという5歳の少女が誘拐され殺害される事件が発生した。ダーガーはこの事件について報じる彼女の写真入りの新聞記事を保管していたが、紛失してしまう。この殺人事件を思っての心痛や写真を失ったことによる衝撃は、彼の創作意欲を後押しした。『非現実の王国で』にはグランデリニアに対して反逆を起こしたが殺害されてしまう少女が登場しているが、このキャラクターはパローベクをモチーフにしていると推測されている。

## 註
1. ↑   - 「死後になって世界最長の小説と芸術的絵画が発見された＜謎の男＞とは!?」、2008年3月28日。
2. ↑  斎藤環『戦闘美少女の精神分析』太田出版、2000年、112頁。ISBN 4-87233-513-9。